# سیستم کیو
سیستم کیو برای طبقه‌بندی توده سنگ در سال ۱۹۷۴ توسط نیک بارتون و همکاران او در انستیتوی ژئوتکنیک نروژ (NGI) گسترش یافت. این سیستم طبقه‌بندی بر اساس آنالیزهای انجام گرفته بر روی ۲۱۲ تونل حفاری شده در اسکاندیناوی ابداع شد. طبقه‌بندی سیستم Q بر اساس مقادیر کمی بوده و برپایه سیستم مهندسی خود باعث سهولت طراحی ساپورت برای تونل‌ها می‌شود. این سیستم از ۶ شش پارامتر برای تخمین کیفیت توده سنگ استفاده می‌نماید. این پارامترها عبارتند از:
- کیفیت مغزه حفاری  RQD
- تعداد دسته درزه‌های موجود در سنگ Jn
- عدد مربوط به زبری سطح درزه Jr
- عدد مربوط به دگرسانی سطح درزه Ja
- ضریب کاهش کیفیت به دلیل آب موجود در درزه‌ها Jw
- ضریب کاهش تنش SRF

(Q = (RQD/Jn) x (Jr/Ja) x (Jw/SRF